# Nordstrandskolen
Nordstrandskolen (Dragør Skole Nord) er en folkeskole i Dragør Kommune.

## Historie
Skolen blev etableret i 1973. Opstarten bestod af skoleklasser fra 3 klassetrin som blev flyttet fra Store Magleby skole. Der var således 2. 3. og 4. klasser fra Store Magleby og nystartede 1. klasser.
Fra 2011 er Dragør Skole og Nordstrandskolen ledelsemæssigt slået sammen under navnet Dragør Skole, og de to skoler hedder hhv. Dragør Skole Syd og Dragør Skole Nord.
I 2011 og 2012 blev Dragør Skole (Nord og Syd) kåret til Danmarks bedste folkeskole[kilde mangler].